# Podgornik
Podgornik je priimek več znanih Slovencev:
- Ajda Podgornik Valič, pevka
- Albert Podgornik - "Bertl" (1930—1997), jazz glasbenik
- Aleš Podgornik, kemik
- Alja Podgornik, fotografinja
- Anton Podgornik (1881—1964), agronom, kmetijski šolnik
- Anton Podgornik (1927—1982), metalurg
- Baldomir Podgornik - "barba Baldo" (1913—1989), kapitan dolge plovbe (1. poveljnik prve slovenske čezoceanske ladje)
- Bojan Podgornik (*1970), metalurg, izr. prof.
- Bojana Boh Podgornik (*1960), biokemičarka, univ. prof.
- Borut Podgornik, tekaški trener, maratonec (mož Helene Javornik)
- David Podgornik, filmski producent in ...
- Dean Podgornik (*1979), kolesar
- Dušan Podgornik (1898—1942), Sokol, športnik gimnastik, smučar; talec
- Dušan Podgornik (1956—2010), slikar, grafični oblikovalec, fotograf, kaligraf, potapljač
- Duška Žitko Podgornik, umetnostna zgodovinarka, kustosinja (Piran)
- Franc Podgornik (1864—1904), publicist, urednik in prevajalec
- Giuseppe Podgornik (1876—1968), sindikalist, novinar, urednik, publicist (v Italiji)
- Helena Podgornik, biokemičarka, hematologinja/genetičarka
- Jovita Podgornik (1927—1982), novinarka, političarka
- Karel Podgornik (1876—1962), odvetnik, politik
- Klemen Podgornik, ?
- Maja Podgornik (*1977), agronomka, strokovnjakinja za oljkarstvo
- Matija Podgornik (?—1714), eden od voditeljev tolminskega upora leta 1713
- Nevenka Podgornik (*1973), psihologinja, psihoterapevtka, univerzitetna profesorica
- Nuša Podgornik, umetnostna zgodovinarka, likovna kritičarka
- Pavel Podgornik (1958—1982), alpinist
- Peter Podgornik (*1958), alpinist (brat dvojček Pavla P.)
- Rudolf Podgornik (1905—1989), inženir gradbeništva
- Rudolf (Rudi) Podgornik (1955—2024, Peking), biofizik (IJS), univ. prof.
- Ruth Podgornik Reš (1963—2012), vrtnarica in rekreativna športnica (tek, gorsko smučanje)
- Samo Podgornik (*1961?), biolog, strokovnjak za ribištvo
- Sebastijan Podgornik (um. i. Sebastian), pevec, tv-voditelj in plesalec
- Tatjana Podgornik Vasle, zborovska pevka
- Tomo Podgornik (*1949), slikar
- Vesna Podgornik (*1972), pedagoginja?
- Vojko Podgornik, gospodarstvenik